# Buigen
Buigen (mundartlich: Buigǝ) ist ein Gemeindeteil der Marktgemeinde Weitnau im bayerisch-schwäbischen Landkreis Oberallgäu.

## Geographie
Die Einöde liegt circa drei Kilometer nördlich des Hauptorts Weitnau. Südlich der Ortschaft fließt die Wengener Argen. Nördlich der Siedlung verläuft die Ländergrenze zu Isny im Allgäu in Baden-Württemberg.

## Ortsname
Der Ortsname stammt vom neuhochdeutschen Wort Beuge für Biegung, besonders eines Flusses (mundartlich buigǝ) und bedeutet somit (Siedlung) an der Biegung (der Argen).

## Geschichte
Südlich der heutigen Ortschaft verlief in der Antike die Römerstraße Kempten–Bregenz. Buigen wurde erstmals urkundlich im Jahr 1875 mit drei Gebäiden erwähnt. Möglich ist auch eine frühere Erwähnung als Flurname Buigera im Jahr 1716.  Der Ort gehörte bis zur bayerischen Gebietsreform 1972 der Gemeinde Wengen an.